# Pobuda BRAIN

Razumevanje delovanja možganov naj bi bilo med največjimi znanstvenimi izzivi našega časa.

–Alivisatos et al.
Pobuda BRAIN (angleško BRAIN Initiative; BRAIN je kratica za Brain Research through Advancing Innovative Neurotechnologies, kar pomeni »raziskovanje možganov z naprednimi inovativnimi nevrotehnikami«), pogosto imenovana tudi Projekt Zemljevid možganske aktivnosti (Brain Activity Map Project), je predlagana kolaborativna raziskovalna pobuda s ciljem mapiranja aktivnosti vsakega nevrona v človeških možganih, ki jo je 2. aprila 2013 razglasila vlada predsednika Združenih držav Amerike Baracka Obame. Na temelju projekta Človeški genom se domneva, da naj bi stroški mapiranja znašali več kot 300 milijonov dolarjev na leto, izvedba projekta pa naj bi trajala okrog deset let.

## Eksperimentalni pristop
Po poročanju občil naj bi v okviru pobude poskusili mapirati vsakega od okrog 100 milijard nevronov v človeških možganih, vendar bodo začetne raziskave izvedene na miših in drugih živalih. Znanstveni komentar iz leta 2012 za manjši projekt, Alivisatos et al., je očrtal različne specifične eksperimentalne tehnike, ki bi se lahko uporabile za dosego »funkcijskega konektoma«, ter nove tehnike, ki bi jih bilo za izvedbo projekta še treba razviti. Začetne raziskave bi se lahko opravile na glisti Caenorhabditis elegans, čemur bi sledile raziskave na mušici (Drosophila), saj imata razmeroma enostavna živčna mrežja. Srednjeročne raziskave bi se lahko opravile na navadni cebrici (riba vrste Danio rerio), miših in etruščanskih rovkah. Končno bi se raziskave opravile tudi na prvakih in na človeku.
Raziskovalci so predlagali razvoj nanodelcev, ki bi se lahko uporabili kot napetostna tipala za zaznavo posameznih akcijskih potencialov, kot tudi nanosond, ki bi se lahko uporabile kot elektrofiziološke večelektrodne mreže. Posebej so pozvali k razvoju brezžičnih neinvazivnih metod zaznave nevronske aktvinosti, kar bi bilo morda mogoče doseči z mikroelektronsko integracijo na zelo veliki ravni ali pa s pomočjo sintetične biologije. Po eni od predlaganih metod  bi se s pomočjo s kalcijevim ionom povzročenih napak pri kodiranju z DNK polimerazo za tračni zapis nevronske aktivnosti uporabila encimsko proizvedena DNK. Podatki bi se analizirali in modelirali z obsežnim izračunavanjem. Predlagana je bila tudi sorodna tehnika, pri kateri bi se za mapiranje nevronske povezljivosti uporabilo hitro sekvenciranje DNK.

## Odzivi
Znanstveniki so se na načrt odzvali različno. Po mnenju nekaterih bo projekt zapolnil vrzel v nevroznanstvenem raziskovanju med meritvami na ravni možganskih območij z uporabo metod, kot je fMRI, ter meritvami na ravni posameznih celic. Drugi menijo, da bo zaradi projekta manj sredstev za individualne raziskave. Nejasno je tudi, ali je tehnika dovolj razvita za izvedbo projekta in ali je smiselno investirati finančna sredstva v razvoj tehničnih metod, preden je jasno, kaj natančno meriti.
Na srečanju januarja 2013 je skupina nevroznanstvenikov zaključila, da bo projekt vsako leto proizvedel okrog 300 eksabajtov podatkov, kar je velik tehnični zalogaj. Poleg tega ima večina trenutno dostopnih monitorjev možganske aktivnosti omejeno uporabnost, saj so zelo invazivni. Treba jih je namreč kirurško vsaditi z odprtjem lobanje.